# Rugosa
Rugosa é uma ordem extinta de cnidários antozoários da subclasse Hexacorallia.